# Saint-Sauveur (Isère)
Saint-Sauveur é uma comuna francesa na região administrativa de Auvérnia-Ródano-Alpes, no departamento de Isère. Estende-se por uma área de 9,42 km². Em 2010 a comuna tinha 2 152 habitantes (densidade: 228,5 hab./km²).